# Baccharis ledifolia
Baccharis ledifolia là một loài thực vật có hoa thuộc họ Cúc. Loài này được Carl Sigismund Kunth mô tả khoa học đầu tiên năm 1818.